# Calliope
Calliope és un gènere d'ocells de la família dels muscicàpids (Muscicapidae).
El gènere Calliope va ser introduït per l'ornitòleg anglès John Gould el 1836. Cal·líope, que significa bella veu, en grec clàssic, fou una de les muses de la mitologia grega i representava l'eloqüència i la poesia èpica.

## Taxonomia
Segons la Classificació del Congrés Ornitològic Internacional (versió 12.1, gener 2022) aquest gènere està format per 5 espècies:
- Calliope calliope - Rossinyol siberià.
- Calliope obscura - Rossinyol gorjanegre.
- Calliope pectardens - Rossinyol del pare David.
- Calliope pectoralis - Rossinyol de gorja robí de l'Himàlaia.
- Calliope tschebaiewi - Rossinyol de gorja robí de la Xina.